# Wyżnia Magura
Wyżnia Magura (słow. Vyšná Magura) – szczyt o wysokości 2094 m n.p.m. w słowackich Tatrach Zachodnich w grani Otargańców oddzielających Dolinę Raczkową od Doliny Jamnickiej. Znajduje się w tej grani pomiędzy Pośrednią Magurą (2050 m), od której oddziela go Rysia Przełęcz, a Raczkową Czubą (2194 m), najwyższym szczytem tej grani. Pomiędzy Raczkową Czubą a Wyżnią Magurą znajduje się Jakubińska Przełęcz (2069 m). W zachodnim kierunku (w stronę Doliny Jamnickiej) od Wyżniej Magury odchodzi krótka grzęda, poniżej której spływa potok u podnóży Wyżniej Magury tworzący wodospad zwany Jamnicką Siklawą.
Wyżnia Magura zbudowana jest z granodiorytów rohackich, jej wierzchołek jest skalisto-trawiasty, zbocza strome i przeważnie gołe, zawalone złomami szarożółtych głazów. Słowo magura występuje w języku rumuńskim i słowackim i oznacza górę, szczyt, wzgórze, ale czasami także polanę, las, osiedle. Rozpowszechnione zostało w nazewnictwie Karpat przez pasterski lud Wołochów. Istnieje więcej gór posiadających nazwę Magura.
Z Wyżniej Magury i całej grani Otargańców szczególnie dobre widoki na Barańce, Smrek, Rohacze, Starorobociański Wierch i grań Bystrej. Szlak prowadzący granią Otargańców nie sprawia trudności technicznych, jest jednak dość wyczerpujący ze względu na liczne podejścia (suma wzniesień 1440 m).

## Szlaki turystyczne
– niebieski szlak z autokempingu „Raczkowa” dnem Doliny Wąskiej na Niżnią Łąkę, potem zielony biegnący granią Otargańców:
- Czas przejścia z autokempingu na Niżnią Łąkę: 30 min w obie strony
- Czas przejścia z Niżniej Łąki na Jarząbczy Wierch: 4:10 h, ↓ 3:15 h.

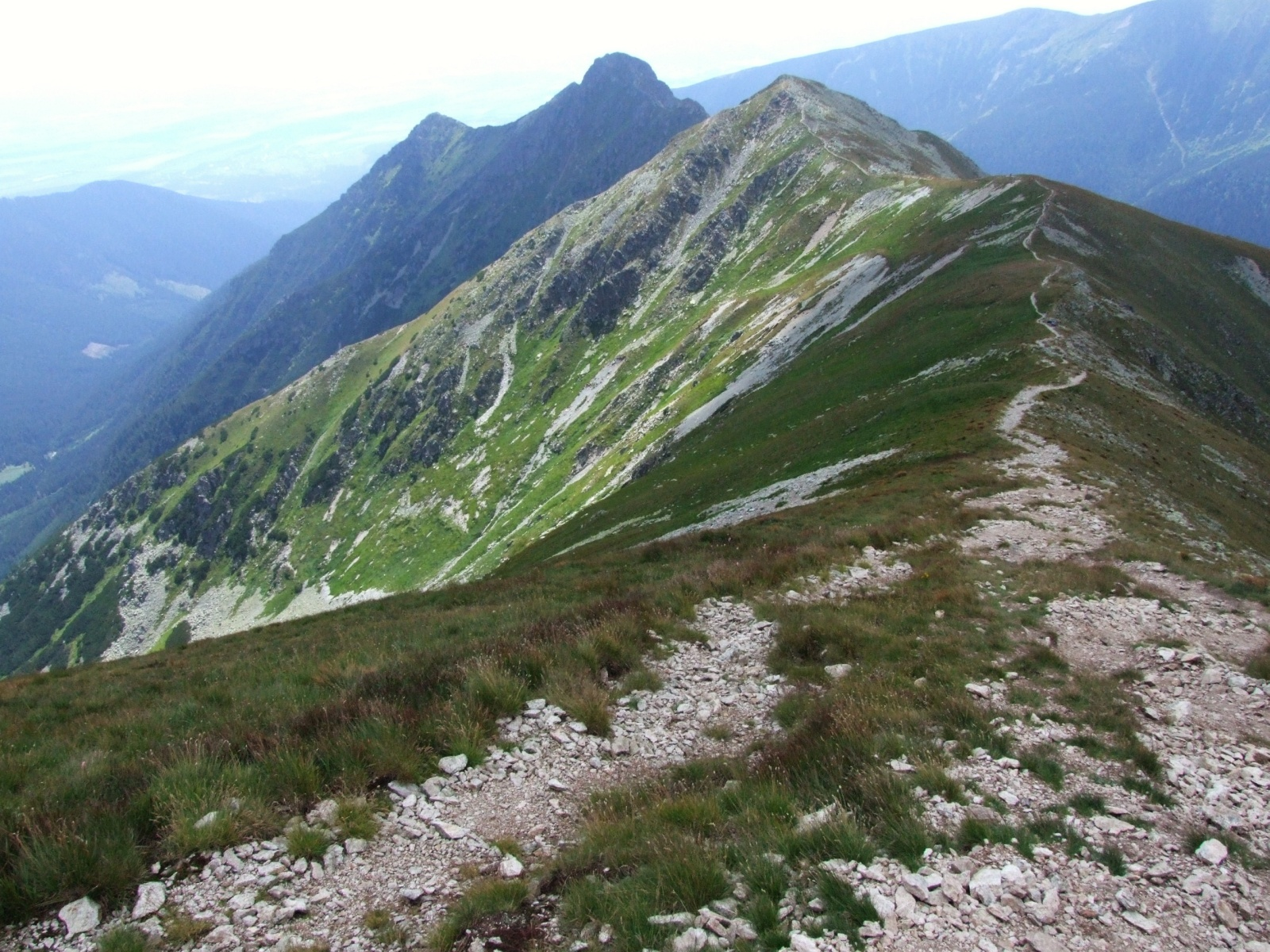
Wyżnia i Pośrednia Magura